# Сьомий бандит
Сьомий бандит (англ. The Seventh Bandit) — американський вестерн режисера Скотта Р. Данлепа 1926 року.

## У ролях
- Гаррі Кері — Девід Скенлон
- Джеймс Моррісон — Пол Скенлон
- Гарріет Хеммонд — доктор Ширлі Чалметт
- Джон Вебб Діллон — Джим Грешем
- Трілбі Кларк — Енн Дрез
- Волтер Джеймс — Бен Герінг